# Котельников, Семён Кириллович
Семён Кири́ллович Коте́льников (1723, Санкт-Петербург — 1 [13] апреля 1806, там же) — русский математик, ординарный академик Санкт-Петербургской академии наук, член Российской академии (1783).
Сын рядового Преображенского полка одиннадцатилетним мальчиком поступил в школу Феофана Прокоповича; с 1738 года учился в Александро-Невской семинарии, откуда 31 июля 1741 года был переведён в Академическую гимназию, а 3 сентября 1742 года поступил в Академический университет. После написания диссертации «De rectificatione et quadratura conchoidis per tangentem» был удостоен звания адъюнкта и отправлен за границу. В 1752—1756 годы занимался в Берлине у Леонарда Эйлера. По возвращении в Россию, 14 декабря 1756 года Котельников был избран экстраординарным профессором на кафедру высшей математики в петербургской Академии Наук; 29 сентября 1760 года утверждён в звании ординарного профессора.
6 апреля 1761 года Котельников был назначен инспектором Академической гимназии. Спустя некоторое время им был поднят вопрос о преобразовании Академической гимназии и Академического университета, однако его инициатива привела к тому, что он был уволен от должности инспектора гимназии 2 января 1766 года.
С. К. Котельников заведовал географическим департаментом, библиотекой и кунсткамерой; преподавал в морском шляхетном кадетском корпусе математические и навигационные науки.
Написал несколько мемуаров на латинском и русском языках: «Phaenomenorum iridis seu arcus coelestis disquisitio», «De aequilibrio virium corporibus applicatarum commentatio», «De commoda acus declinatoriae suspensione dissertatiuncula»; кроме этого: «О пользе упражнения в чистых математических рассуждениях» (1761) — книга, содержащая учение о равновесии и движении тел; «Арифметика или первые основания математических наук» (1763), «Молодой Геодет или первые основания геодезии» (1766) и др. Кроме того, Котельников трудился над изданием воскресенской и софийской новгородской летописей, читал публичные лекции по математическим вопросам и участвовал в комиссии по поднятию народного образования.